# Varese Sportiva 1938-1939
Questa voce raccoglie le informazioni riguardanti la Varese Sportiva nelle competizioni ufficiali della stagione 1938-1939.

## Organigramma societario
Area direttiva
- Presidente: Comm. Franco Aletti

Area organizzativa
- Segretario: Zucchi

Area tecnica
- Allenatore: Antonio Janni

## Rosa
| N. |                   | Ruolo | Calciatore            |
| -- | ----------------- | ----- | --------------------- |
|    | Italia (bandiera) | C     | Aldo Biffi            |
|    | Italia (bandiera) | D     | Enrico Boniforti      |
|    | Italia (bandiera) | C     | Luigi Cattaneo        |
|    | Italia (bandiera) | A     | Enrico Cerutti        |
|    | Italia (bandiera) | P     | Vittorio Cristina     |
|    | Italia (bandiera) |       | Croci                 |
|    | Italia (bandiera) |       | Adriano Fagno         |
|    | Italia (bandiera) | P     | Gino Favini           |
|    | Italia (bandiera) | D     | Giuseppe Galimberti   |
|    | Italia (bandiera) | C     | Giovanni Greppi       |
|    | Italia (bandiera) |       | Carlo Grilletti       |
|    | Italia (bandiera) | A     | Vittorio Guidali (II) |
|    | Italia (bandiera) | C     | Vincenzo Lumia        |

| N. |                   | Ruolo | Calciatore                 |
| -- | ----------------- | ----- | -------------------------- |
|    | Italia (bandiera) | C     | Pietro Magni               |
|    | Italia (bandiera) | A     | Giovanni Battista Mascotto |
|    | Italia (bandiera) | A     | Natale Masera              |
|    | Italia (bandiera) | A     | Alberto Molina             |
|    | Italia (bandiera) | A     | Guido Mollica              |
|    | Italia (bandiera) | C     | Giuseppe Oldani            |
|    | Italia (bandiera) | A     | Franco Ossola              |
|    | Italia (bandiera) | A     | Natale Pedetti (II)        |
|    | Italia (bandiera) | A     | Ugo Rigamonti              |
|    | Italia (bandiera) | C     | Oscar Santini              |
|    | Italia (bandiera) | A     | Sebastiano Vaschetto       |
|    | Italia (bandiera) | D     | Aventino Zamboni           |
|    | Italia (bandiera) | P     | Giovanni Zenaro            |

## Arrivi e partenze
| Acquisti | Acquisti                   | Acquisti          | Acquisti      |
| -------- | -------------------------- | ----------------- | ------------- |
| C        | Aldo Biffi                 | Sanremese         | definitivo    |
| C        | Luigi Cattaneo             | La Folgore        | fine prestito |
| P        | Vittorio Cristina          | Omegna            | congedo mil.  |
| .        | Adriano Fagno              | Stresa            | definitivo    |
| C        | Vincenzo Lumia             | Messina           | definitivo    |
| .        | Giovanni Battista Mascotto | Marzotto Valdagno | definitivo    |
| C        | Natale Masera              | Sanremese         | definitivo    |
| A        | Alberto Molina             | ???               | definitivo    |
| .        | Guido Mollica              | La Folgore        | fine prestito |
| C        | Giuseppe Oldani            | ???               | congedo mil.  |
| A        | Sebastiano Vaschetto       | Bari              | definitivo    |
| D        | Aventino Zamboni           | Messina           | definitivo    |
| P        | Giovanni Zenaro            | Sanremese         | definitivo    |

| Cessioni | Cessioni             | Cessioni         | Cessioni      |
| -------- | -------------------- | ---------------- | ------------- |
| A        | Edos Barbini         | Ambrosiana-Inter | fine prestito |
| ?        | Riccardo Baucher     | Luino            | prestito      |
| D        | Ugo Beltrami         | Como             | prestito      |
| ?        | Giuseppe Bertotti    | ???              | definitivo    |
| ?        | Luigi Candiani       | Luino            | prestito      |
| ?        | Arturo Carini        | ???              | definitivo    |
| ?        | Giacomo Cappello     | ???              | definitivo    |
| ?        | Faustino Cavalieri   | ???              | definitivo    |
| ?        | Giovanni Chiesa      | Como             | prestito      |
| ?        | Luigi Ferrario       | ???              | definitivo    |
| A        | Fortunato Galli      | Alfa Romeo       | definitivo    |
| ?        | Franco Galli         | ???              | definitivo    |
| ?        | Renato Giuliani      | Luino            | prestito      |
| A        | Giuseppe Godino      | ???              | definitivo    |
| C        | Francesco Meregalli  | Spezia           | definitivo    |
| A        | Franco Pinferetti    | ???              | definitivo    |
| A        | Gilberto Pogliano    | Acqui            | definitivo    |
| C        | Carlo Pontiggia (I)  | ???              | definitivo    |
| ?        | Bruno Secchi         | ???              | definitivo    |
| A        | Francesco Tagliani   | Ambrosiana-Inter | definitivo    |
| C        | Giovanni Todeschini  | Brescia          | prestito      |
| A        | Vittorio Torti (III) | Pro Patria       | definitivo    |
| A        | Riccardo Zama        | Brescia          | prestito      |

## Risultati

### Serie C

#### Girone C

##### Girone di andata
| Varese 18 settembre 1938 1ª giornata | Varese | 3 – 1 referto | Crema |  |

| Omegna 25 settembre 1938 2ª giornata | Cusiana | 0 – 2 referto | Varese |  |

| Varese 2 ottobre 1938 3ª giornata | Varese | 3 – 0 referto | FIAT |  |

| Como 9 ottobre 1938 4ª giornata | Como | 1 – 2 referto | Varese |  |

| Varese 16 ottobre 1938 5ª giornata | Varese | 2 – 1 referto | Legnano |  |

| Gallarate 30 ottobre 1938 6ª giornata | Gallaratese | 1 – 1 referto | Varese |  |

| Milano 6 novembre 1938 7ª giornata | Alfa Romeo | 1 – 3 referto | Varese |  |

| Varese 13 novembre 1938 8ª giornata | Varese | 1 – 2 referto | Biellese |  |

| Domodossola 27 novembre 1938 9ª giornata | Juventus Domo | 1 – 1 referto | Varese |  |

| Varese 11 dicembre 1938 10ª giornata | Varese | 3 – 0 referto | Seregno |  |

| Busto Arsizio 18 dicembre 1938 11ª giornata | Pro Patria | 0 – 0 referto | Varese |  |

| Varese 1 gennaio 1939 12ª giornata | Varese | 1 – 0 referto | SIAI Marchetti |  |

| Brescia 8 gennaio 1939 13ª giornata | Brescia | 3 – 0 referto | Varese |  |

##### Girone di ritorno
| Crema 15 gennaio 1939 14ª giornata | Crema | 0 – 0 referto | Varese |  |

| Varese 22 gennaio 1939 15ª giornata | Varese | 3 – 0 referto | Omegna |  |

| Torino 29 gennaio 1939 16ª giornata | FIAT | 0 – 2 referto | Varese |  |

| Varese 5 febbraio 1939 17ª giornata | Varese | 4 – 1 referto | Como |  |

| Legnano 12 febbraio 1939 18ª giornata | Legnano | 1 – 1 referto | Varese |  |

| Varese 19 febbraio 1939 19ª giornata | Varese | 2 – 2 referto | Gallaratese |  |

| Varese 26 febbraio 1939 20ª giornata | Varese | 5 – 2 referto | Alfa Romeo |  |

| Biella 5 marzo 1939 21ª giornata | Biellese | 1 – 1 referto | Varese |  |

| Varese 12 marzo 1939 22ª giornata | Varese | 0 – 0 referto | Juventus Domo |  |

| Seregno 19 marzo 1939 23ª giornata | Seregno | 0 – 1 referto | Varese |  |

| Varese 2 aprile 1939 24ª giornata | Varese | 1 – 0 referto | Pro Patria |  |

| Sesto Calende 9 aprile 1939 25ª giornata | SIAI Marchetti | 1 – 1 referto | Varese |  |

| Varese 16 aprile 1939 26ª giornata | Varese | 0 – 0 referto | Brescia |  |

### Coppa Italia
| Varese 4 settembre 1938 Qualificazioni | Varese | 1 – 0 referto | Gallaratese |  |

| Varese 11 settembre 1938 Primo turno | Varese | 2 – 1 referto | Pro Patria |  |

| Varese 23 ottobre 1938 Secondo turno | Varese | 0 – 2 referto | Biellese |  |